# 什克爾拉蒂察山
46°26′N 13°49′E / 46.43°N 13.82°E

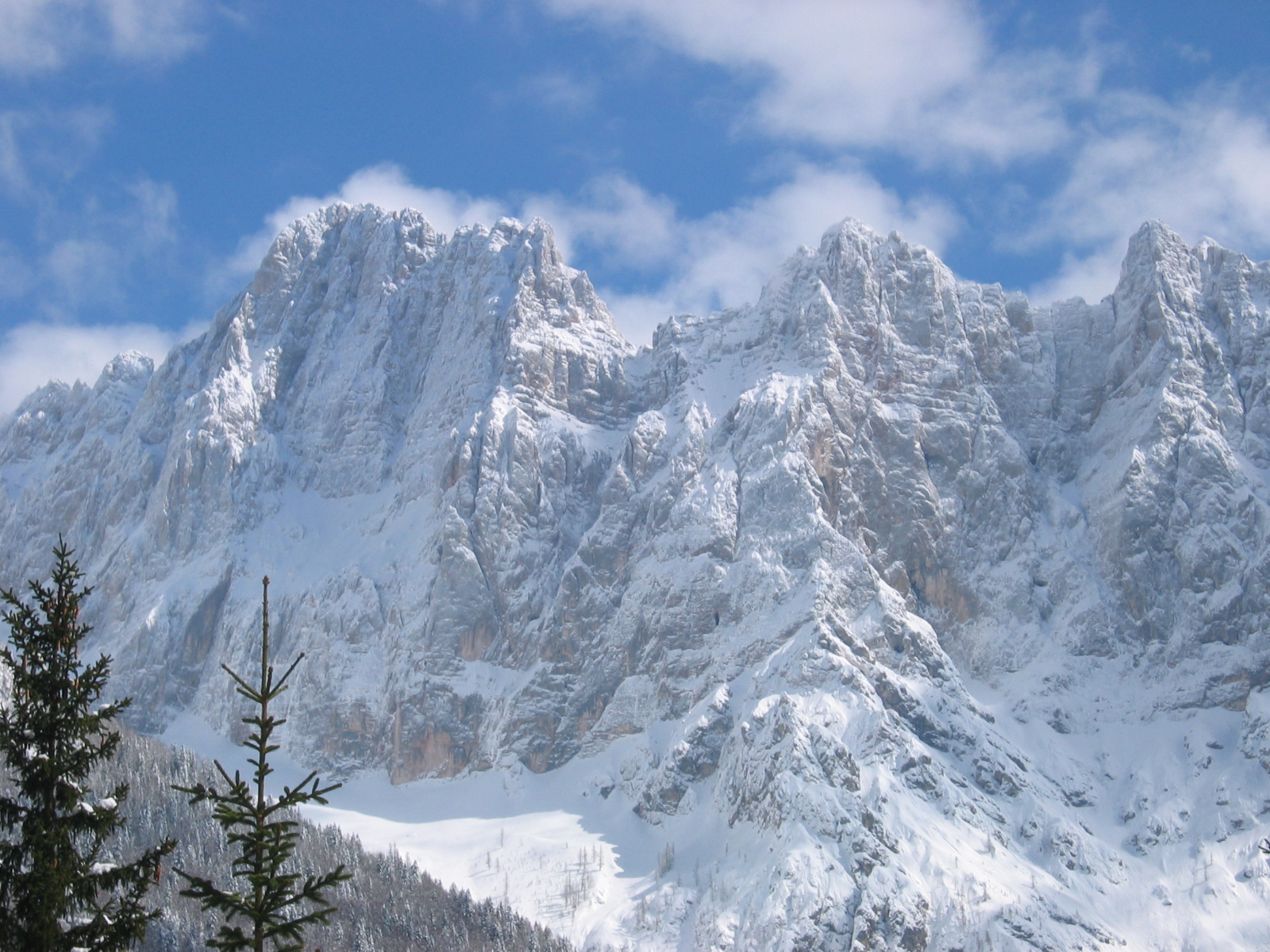

什克爾拉蒂察山，是斯洛文尼亞的山峰，位於該國西北部，由克拉尼斯卡戈拉負責管轄，屬於朱利安阿爾卑斯山脈的一部分，海拔高度2,740米，每年平均降雨量2,482毫米。